# واگنر دا سیلوا کیرونو
واگنر دا سیلوا کیرونو (به پرتغالی: Qerino da Silva Wagner) مهاجم اهل برزیل است که در شهر Pilar, Alagoas و در تاریخ ۳۱ ژانویهٔ ۱۹۸۷ به دنیا آمده‌است.
واگنر دا سیلوا کیرونو در تیم‌های فوتبال Londrina سابقهٔ حضور دارد.